# Gopherus morafkai
Espèce
Statut CITES
Gopherus morafkai est une espèce de tortues de la famille des Testudinidae.

## Répartition
Cette espèce se rencontre :
- dans l'État de l'Arizona aux États-Unis ;
- au Mexique dans les États du Sonora, du Chihuahua et du Sinaloa.

## Étymologie
Cette espèce est nommée en l'honneur de David Joseph Morafka.

## Publication originale
- Murphy, Berry, Edwards, Leviton, Lathrop & Riedle, 2011 : The dazed and confused identity of Agassiz’s land tortoise, Gopherus agassizii (Testudines, Testudinidae) with the description of a new species, and its consequences for conservation. ZooKeys, vol. 113, p. 39-71 (texte intégral).